# 秦良玉

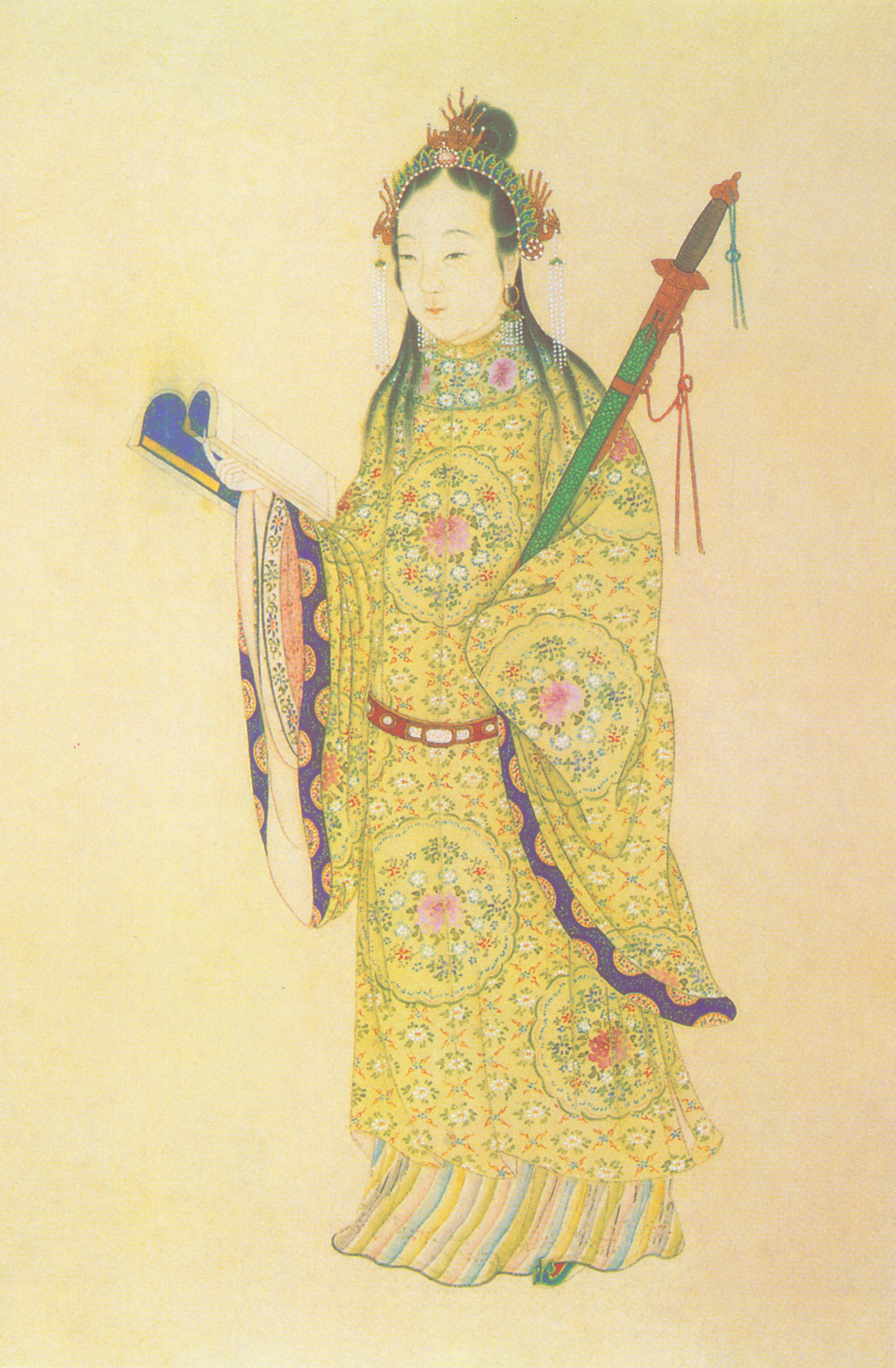
「秦良玉像」葉衍蘭筆（浙江省図書館所蔵）

秦 良玉（しん りょうぎょく、1574年1月24日 - 1648年7月11日）は、明末の女性軍人。字は貞素。彼女の軍はトネリコでできた槍を持っていたため、白杆兵と呼びおそれられた。武力だけでなく、教養にも優れ詩文を良くしたという。『明史』卷二百七十・列傳第一百五十八に伝がある。

## 略歴
重慶府忠州（現在の重慶市忠県）の出身。成長しては石砫を治めていた宣慰使の馬千乗の妻となる。万暦27年（1599年）に楊応龍の乱が起きると、夫とともに従軍。自身も500の兵を指揮し、南川においては戦功一等とされた。しかし、夫の馬千乗は後に無実の罪で獄死。それ以降は秦良玉が代わって石砫を統治することになる。
天啓元年（1621年）、後金の侵入を防ぐため戦う。その戦いで、秦良玉は兄の秦邦屏と弟の秦民屏とともに遼東の地を守りきることに成功した。しかし、秦邦屏は戦死。秦良玉は朝廷に対し、秦邦屏と遺族に対する保障を願い出た。これによって、秦邦屏は都督僉事を追贈され、これが遺族に世襲されることになった。
同年、四川で奢崇明が反乱を起こした。秦良玉はこの反乱軍に勧誘されるも使者を切り殺すと、秦民屏と秦邦屏の子の秦翼明・秦拱明を率いて賊の鎮圧に出陣。四川の土地を平定することに成功する。
崇禎3年（1630年）、後金の軍勢が明に攻め入った。各地の勢力が崇禎帝の勤王令（王軍が劣勢に陥った際、王を救う為に地方から援軍を出す命令）に応じないまま4つの城が落とされ、絶体絶命の最中に彼女だけがそれに応じ、私財で軍を率いて京の救援へ向かった。崇禎帝は国のために戦う彼女と白杆兵達の忠義に心打たれ、その偉業を讃える為の詩を4つ作って贈った。秦良玉は崇禎帝が作った詩を4つと、その他の恩賞をもらい四城の回復を命じられて帰還した。その後も、秦良玉は数多くの賊を退治する。
崇禎13年（1640年）、大量虐殺で有名な張献忠と戦うがこれにはかなりの苦戦を強いられる。というのも、相手の兵力が多かったというのもあるが、その味方の武将が秦良玉の建策を受け入れてくれなかったというのもある。結局、四川は張献忠に支配されてしまった。また、崇禎17年（1644年）には李自成の乱により崇禎帝が死亡、明が滅亡した。しかし、良玉は亡命政権である南明の弘光帝に仕え、ここで官爵を得る。そうして石砫に立てこもり、隆武2年（1646年）に張献忠が死ぬまで戦い続けた。
同じく張献忠と戦った少女軍人として沈雲英が知られている。